# Giải Tương lai phi hạt nhân
Giải Tương lai phi hạt nhân (tiếng Anh: Nuclear-Free Future Award, viết tắt là NFFA) là một giải thưởng được thành lập từ năm 1998, dành cho các nhà hoạt động, các tổ chức và các cộng đồng chống hạt nhân. Giải thưởng này nhằm mục đích thúc đẩy sự chống đối việc đào khai thác uranium, vũ khí hạt nhân và năng lượng hạt nhân.
Giải Tương lai phi hạt nhân là một dự án của Quỹ Franz Moll, và năm 2007 phát các giải thưởng ở 4 thể loại: Chống đối (giải 10.000 $), Giáo dục (giải 10.000 $), Các giải pháp (giải 10.000 $), và Giải thành tựu suốt đời. Lễ trao giải thưởng năm 2007 do chính phủ bang Salzburg, Áo làm chủ, diễn ra ở Dinh Tổng Giám mục Salzburg ngày 18 tháng 10 năm 2007.

## Nhân vật và tổ chức đoạt giải
- 2014
  - Ankur Mazumder
- 2012
  - Furitsu Katsumi
  - Susan Boos
  - Gabriela Tsukamoto
  - Yves Marignac
  - Sebastian Pfugbeil
- 2011
  - Nadezhda Kutepova & Natalia Manzurova, Nga
  - Barbara Dickmann & Angelica Fell, Đức
  - Hans Grassmann, Đức
  - Heinz Stockinger, Áo
  - Helen Caldicott, Úc
- 2010
  - African Uranium Alliance, châu Phi
  - Bruno Barrillot, Pháp
  - Oleg Bodrov, Nga
  - Martin Sheen, Hoa Kỳ
  - Henry Red Cloud, Dân tộc Lakota
- 2008
  - Jillian Marsh cho chống đối việc đào uranium, Úc[2]
  - Manuel Pino cho chống đối việc đào uranium, Hoa Kỳ[3]
- 2007
  - Chống đối: Charmaine White Face và tổ chức Defenders of the Black Hills, Hoa Kỳ
  - Giáo dục: giáo sư Siegwart Horst Günther, Đức
  - Giải pháp: Mayors for Peace
  - Thành tựu suốt đời: Freda Meissner-Blau, Áo, và giáo sư Armin Weiß, Đức
- 2006
  - Chống đối: Tôn Tiểu Đệ, Trung Quốc (cho sự can đảm tường thuật các nguy hiểm liên quan tới việc sản xuất uranium của Trung Quốc)[4]
  - Giáo dục: Tiến sĩ Gordon Edwards, Canada[4]
  - Giải pháp: Wolfgang Scheffler và Heike Hoedt, Đức[4]
  - Thành tựu suốt đời: Ed Grothus, Hoa Kỳ[4]
- 2005
  - Chống đối: Motarilavoa Hilda Lini, Vanuatu, Nam Thái Bình Dương
  - Giải pháp: Preben Maegaard, Đan Mạch
  - Thành tựu suốt đời: Mathilde Halla, Áo
  - Công nhận đặc biệt: Hội đồng bộ lạc Navajo, do chủ tịch Joe Shirley Jr. đại diện, Hoa Kỳ
- 2004
  - Chống đối: JOAR, những nông dân người da đỏ bản xứ (đã tìm cách bảo vệ sức khỏe những người trong bộ lạc sống gần mỏ uranium Jaduguda ở Bihar do nhà nước khai thác)[5]
  - Giáo dục: Asaf Duraković, bác sĩ hạt nhân người Mỹ (đã lập ra Trung tâm nghiên cứu Y khoa Uranium, một viện độc lập không vụ lợi nghiên cứu tác dụng của sự nhiễm uranium)[5]
  - Giải pháp: Jonathan Schell, Hoa Kỳ[5]
  - Thành tựu suốt đời: Hildegard Breiner, Áo[5]
  - Công nhận đặc biệt: trường IndianCity Montessori School ở Lucknow, Ấn Độ[5]
- 2003
  - Diễn thuyết: Hans-Peter Dürr, nhà vật lý Đức
  - Chống đối: Các nữ tu dòng Đa Minh Carol Gilbert, Jackie Hudson và Ardeth Platte, đã bị cầm tù do đột nhập vào căn cứ hỏa tiễn N-8 Minuteman trong tháng 10 năm 2002
  - Giáo dục: Souad Naij Al-Azzawi, nhà địa chất Iraq
  - Giải pháp: Corbin Harney, nhà lãnh đạo tinh thần người Da đỏ Western Shoshone
  - Thành tựu suốt đời: Inge Schmitz-Feuerhake, nhà vật lý Đức
- 2002[6]
  - Chống đối: Mordechai Vanunu, Israel
  - Giáo dục: Ole Kopreitan
  - Giải pháp: Helen Clark, thủ tướng New Zealand
  - Thành tựu suốt đời: Alexei Yablokov, Francis Macy
  - Công nhận đặc biệt: Bulletin of the Atomic Scientists (Tập san các nhà khoa học Nguyên tử)
- 2001
  - Chống đối: Kevin Buzzacott, Úc
  - Giáo dục: Higuchi Kenji, Nhật Bản
  - Giải pháp: Hans-Josef Fell, Đức
  - Công trình suốt đời: Solange Fernex, Pháp
  - Công nhận đặc biệt: David Lowry
- 2000
  - Chống đối: Eugene Bourgeois, Normand de la Chevrotiere và Robert McKenzie
  - Giáo dục: Yuri I. Kuidin (truy tặng)
  - Giải pháp: The Barefoot College of Tilonia
  - Thành tựu suốt đời: Klaus Traube, Đức
- 1999
  - Chống đối: Grace Thorpe và Dorothy Purley
  - Giáo dục: Lydia Popova
  - Giải pháp: Ursula và Michael Sladek, Đức
  - Thành tựu suốt đời: Stewart Udall
- 1998
  - Chống đối: Yvonne Margarula, Úc
  - Giáo dục: Raúl Montenegro, Argentina
  - Giải pháp: Hari Sharan, Ấn Độ
  - Thành tựu suốt đời: Maisie Shiell, Canada